# Iglesia de San Esteban (Aya)
La iglesia de San Esteban es un inmueble de la localidad española de Aya, en la provincia de Guipúzcoa.

## Descripción
El edificio se encuentra en la localidad española de Aya, perteneciente a la provincia de Guipúzcoa, en la comunidad autónoma del País Vasco. Se menciona como iglesia parroquial del lugar en el tercer volumen del Diccionario geográfico-estadístico-histórico de España y sus posesiones de Ultramar de Pascual Madoz, donde aparece descrita con las siguientes palabras:

La igl. parr. (San Estéban) es capaz, decente y de buena construccion: está servida por 1 cura rector y 6 beneficiados, cuyas vacantes se reemplazan alternativamente por naturales y estraños que presenta la casa de D. Fausto Corral. Los barrios de Alzola, Laurgain y Urdaneta tienen parr. de por sí.
(Madoz, 1846, p. 191)

También se describe en el Diccionario histórico-geográfico-descriptivo de los pueblos, valles, partidos, alcaldías y uniones de Guipúzcoa (1862) de Pablo de Gorosábel de la siguiente manera:

La iglesia parroquial matriz de esta universidad es de la advocacion de San Esteban, cuya fábrica es de principios del siglo décimo sexto; y se halla servida por un rector, seis beneficiados y un sacristan eclesiástico. Su patronato corresponde á la marquesa de Narros, quien hace la presentacion de la rectoría en hijos patrimoniales de la misma universidad y extraños alternativamente. La de los beneficios se verificaba en la propia forma antes del último concordato; pero el nombramiento del sacristan pertenece á la universidad. Inmediata á la parroquia hay una basílica de Nuestra Señora de Aizpé, y en la jurisdiccion existen las ermitas de San Pedro, Santiago, San Juan, San Exuperio y San Pablo.
(Gorosábel, 1862, pp. 71-72)